# Kamasare Filoteknos
Kamasare Filoteknos (gr.: Kαμασαρύη Φιλοτέκνος, Kamasarýē Filotéknos) (zm. 175/160 p.n.e.) – królowa Bosporu z dynastii Spartokidów od ok. 180 p.n.e. do swej śmierci.
Kamasare była najprawdopodobniej córką Spartokosa V, króla Bosporu w latach ok. 200-180 p.n.e. Poślubiła Pairisadesa III, kuzyna i króla Bosporu w latach ok. 180-170/160 p.n.e. Z mężem rządziła w królestwie zapewne do jego śmierci. Używała przydomka Filoteknos („Kochająca Dziecko”). Miała ze swym mężem syna Pairisadesa IV Filometora, przyszłego króla bosporańskiego w latach 170/160-145/140 p.n.e. Po śmierci męża wyszła ponownie za mąż, za Argotosa.
Królowa Kamasare jest znana z jednej inskrypcji (Corpus Inscriptionum Regni Bosporani (CIRB), 75):
Παιρισάδου. Καμασαρύης. ̉Αργότου. Ύπὲρ ἄρχοντος καὶ βασιλέως Παιρ[ι]σάδου τοῦ βασιλέως Παιρισάδου φιλομήτρος καὶ βασιλίσσης Καμασαρύης τῆς Σπαρτ[ό]κου θυγατρὸς φιλ[ο]τέκνου [καὶ] Αργότου τοῦ ̉Ι[σάν]θου βασ[ιλίσ]σης Καμασαρύης ἀνδρὸς … (Pairisadesa. Kamasare. Argotasa. Za [panowania] archonta i króla Pairisadesa, syna króla Pairisadesa miłującego matkę i królowej Kamasare miłującej dziecko, córki Spartokosa i za Argotosa, syna Isanthosa, męża królowej Kamasare…).
Kamasare i jej pierwszy mąż Pairisades III wymienieni są również w dekrecie delfickim odnalezionym w Milecie, który jest datowany na lata 178-177 p.n.e. Inskrypcja odnaleziona w Kerczu powstała najprawdopodobniej po r. 150 p.n.e. (CIRB, s. 85).